# Приволжский (Ярославская область)
Приволжский — посёлок в Некрасовском районе Ярославской области России. 
В рамках организации местного самоуправления входит в Некрасовское сельское поселение, в рамках административно-территориального устройства — в Климовский сельский округ.

## География
Расположен в 31 км к востоку от Ярославля, в 2 км от правого берега Волги.

## Население
| 2007 | 2010 |
| ---- | ---- |
| 607  | ↘540 |

Согласно результатам переписи 2002 года, в национальной структуре населения русские составляли 96 % из 530 жителей.